# Skate Canada 1974
Navigation
Édition précédente Édition suivante
Le Skate Canada (ou Internationaux Patinage Canada) est une compétition internationale de patinage artistique qui se déroule au Canada au cours de l'automne. Il accueille des patineurs amateurs de niveau senior dans trois catégories: simple messieurs, simple dames et danse sur glace. La catégorie des couples artistiques n'est ajoutée au programme du Skate Canada qu'à partir de 1984.
Le deuxième Skate Canada est organisé du 24 au 26 octobre 1974 au Memorial Auditorium Complex de Kitchener dans la province de l'Ontario. 

## Résultats

### Messieurs
| Rang | Nom             | Pays             | Points | Fig. impo. | Prog. court | Prog. libre |
| ---- | --------------- | ---------------- | ------ | ---------- | ----------- | ----------- |
| 1    | Ron Shaver      | Canada           |        | 1          |             |             |
| 2    | Minoru Sano     | Japon            |        | 2          |             |             |
| 3    | Charles Tickner | États-Unis       |        | 3          |             |             |
| 4    | Robert Rubens   | Canada           |        | 4          |             |             |
| 5    | Igor Lisovski   | Union soviétique |        | 5          |             |             |
| 6    | Robin Cousins   | Royaume-Uni      |        | 6          |             |             |
| 7    |                 |                  |        |            |             |             |
| 8    | Stan Bohonek    | Canada           |        |            |             |             |
| 9    |                 |                  |        |            |             |             |
| 10   |                 |                  |        |            |             |             |
| 11   |                 |                  |        |            |             |             |

### Dames
| Rang | Nom                | Pays                 | Points | Fig. impo. | Prog. court | Prog. libre |
| ---- | ------------------ | -------------------- | ------ | ---------- | ----------- | ----------- |
| 1    | Lynn Nightingale   | Canada               |        | 1          |             |             |
| 2    | Anett Pötzsch      | Allemagne de l'Est   |        | 2          |             |             |
| 3    | Wendy Burge        | États-Unis           |        | 3          |             |             |
| 4    | Liana Drahova      | Union soviétique     |        | 4          |             |             |
| 5    | Dagmar Lurz        | Allemagne de l'Ouest |        | 5          |             |             |
| 6    | Barbara Terpenning | Canada               |        | 6          |             |             |
| 7    |                    |                      |        |            |             |             |
| 8    |                    |                      |        |            |             |             |
| 9    |                    |                      |        |            |             |             |
| 10   |                    |                      |        |            |             |             |
| 11   | Susan MacDonald    | Canada               |        |            |             |             |
| 12   |                    |                      |        |            |             |             |
| 13   |                    |                      |        |            |             |             |

### Danse sur glace
| Rang | Nom                                | Pays             | Points | Danses imposées | Danse libre |
| ---- | ---------------------------------- | ---------------- | ------ | --------------- | ----------- |
| 1    | Irina Moïsseïeva / Andrei Minenkov | Union soviétique |        | 1               | 1           |
| 2    | Colleen O'Connor / James Millns    | États-Unis       |        | 2               | 2           |
| 3    | Janet Thompson / Warren Maxwell    | Royaume-Uni      |        | 3               | 3           |
| 4    | Barbara Berezowski / David Porter  | Canada           |        | 4               | 4           |
| 5    | Judi Genovesi / Kent Weigle        | États-Unis       |        | 5               | 5           |
| 6    | Shelley MacLeod / Robert Knapp     | Canada           |        | 6               | 6           |
| 7    |                                    |                  |        |                 |             |
| 8    | Susan Carscallen / Eric Gillies    | Canada           |        |                 |             |
| 9    |                                    |                  |        |                 |             |
| 10   |                                    |                  |        |                 |             |

## Source
- Podiums et résultats des patineurs canadiens sur le site de Patinage Canada
- (en) « SKATE CANADA », sur usfsa.xmlmanager.qg.com